# Laurent Larivière

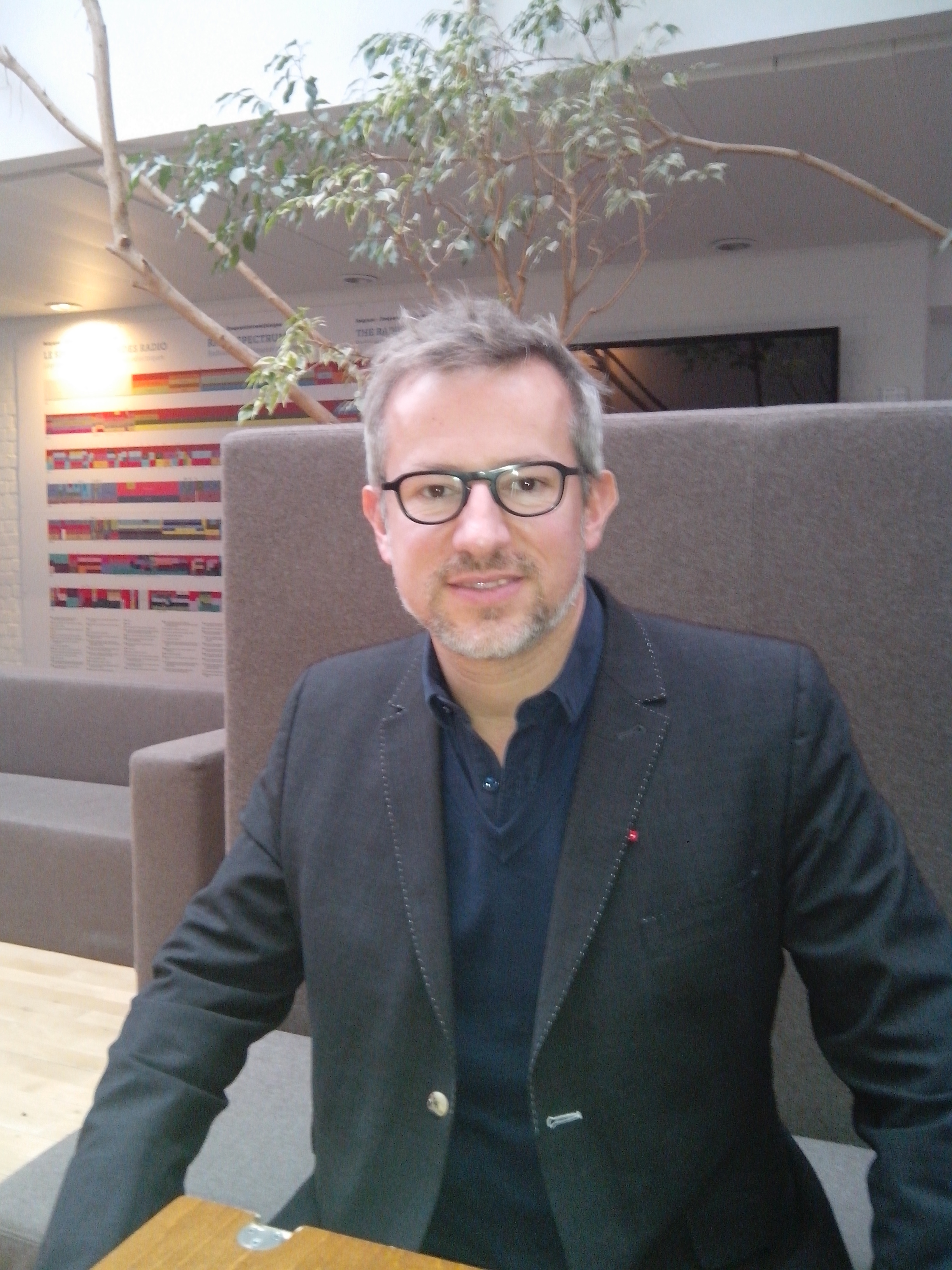
Laurent Larivière während eines Interviews zu seinem Film Je suis un soldat im Jahr 2015

Laurent Larivière (* 14. Mai 1972 in Montpellier) ist ein französischer Theater- und Filmregisseur und Drehbuchautor.

## Leben
Laurent Larivière wurde 1972 in Montpellier geboren. Er arbeitete zunächst mehrere Jahre als Regieassistent am Theater, bevor er begann, Kurzfilme zu drehen. Sein Langfilmdebüt Je suis un soldat feierte im Mai 2015 bei den Filmfestspielen in Cannes seine Premiere, wo es in der Reihe Un Certain Regard gezeigt wurde. Nachdem er einige weitere Kurzfilme realisiert hatte, wurde er im Jahr 2016 zum Vizepräsidenten des Kurzfilmförderprogramms des französischen Centre national du cinéma et de l’image animée ernannt.
Im Theaterbereich konzipierte Larivière gemeinsam mit Vincent Rafis und Denis Lachaud ein multidisziplinäres Projekt, das Theater und Kino vereint. Die Show Eldorado dit le policeman wurde vom Centre Dramatique National Orléans/Loiret/Centre und der Grande Halle de la Villette produziert und im März 2011 beim CDN in Orléans gezeigt.
Neben seinem Regiedebüt Je suis un soldat, das im November 2015 in die französischen Kinos kam, schrieb er gemeinsam mit François Decodts und Frédéric Mermoud Sirius an dem Mehrteiler Schockwellen (2017) für Arte und den TSR. Auch war er mit dem Drehbuch für den Film Pearl von Elsa Amiel mit Julia Föry und Peter Mullan in den Hauptrollen beteiligt, der Ende August, Anfang September 2018 bei den Filmfestspielen von Venedig gezeigt wurde. 
Larivière ist Mitglied des 2018 gegründeten Collectif 50/50, das sich zum Ziel gesetzt hat, die Gleichstellung von Frauen und Männern sowie die sexuelle und geschlechtsspezifische Vielfalt im Kino und im audiovisuellen Bereich zu fördern.
Seinen zweiten abendfüllenden Spielfilm als Regisseur À propos de Joan mit Isabelle Huppert, Lars Eidinger und Swann Arlaud in den Hauptrollen stellte er im Februar 2022 bei den Filmfestspielen in Berlin vor. Das Drehbuch für À propos de Joan befand sich im Jahr 2019 unter den Finalisten des Sopadin / Prix du Scénario.

## Filmografie
- 1999: L'un dans l'autre (Kurzfilm, Regie und Drehbuch)
- 2002: Courts mais Gay: Tome 3
- 2002: Alice (Drehbuch)
- 2006: J'ai pris la foudre (Kurzfilm, Regie und Drehbuch)
- 2010: Les larmes (Kurzfilm, Regie und Drehbuch)
- 2010: Au bout des branches (Kurzfilm)
- 2011: Les élus de la terre (Kurzfilm, Regie und Drehbuch)
- 2014: Tous les adultes ne sont pas méchants (Kurzfilm, Regie und Drehbuch)
- 2015: Je suis un soldat (Regie und Drehbuch)
- 2022: Die Zeit, die wir teilen (À propos de Joan, Regie und Drehbuch)

## Auszeichnungen
Internationale Filmfestspiele von Cannes
- 2015: Nominierung in der Sektion Un Certain Regard (Je suis un soldat)
- 2015: Nominierung für die Caméra d’Or (Je suis un soldat)